# مهرداد نیکنام (بازیگر)
مهرداد نیکنام (زادهٔ ۱۱ دی ۱۳۵۰) فیلمنامه‌نویس، کارگردان، بازیگر، مجری طرح و تهیه‌کننده است. او نویسندگی آثاری چون سریال ریکاوری، سریال فاکتور هشت، سریال نیلی تر از مهتاب، و فیلمهای پیشنهاد، نخل‌های سربی، لبخند در مراسم ترحیم را به عهده داشته‌است. او همچنین در مجموعهٔ نمایش خانگی کرگدن، سریال خاتون، سریال نیلی تر از مهتاب، دیگری ایفای نقش کرده‌است.

## فعالیت‌ها

### تلویزیون
| نام                    | سمت                                | کارگردان                      | سال  | شبکه        |
| ---------------------- | ---------------------------------- | ----------------------------- | ---- | ----------- |
| دنیای آرمان            | فیلمنامه نویس                      | روح الله فخرو                 | ۱۴۰۲ | شبکه دو     |
| دریادار                | بازیگر و فیلمنامه نویس             | رضا شریفی                     | ۱۴۰۲ | شبکه یک     |
| کیک شکلاتی             | فیلمنامه نویس                      | کریم رجبی                     | ۱۴۰۲ | شبکه دو     |
| سریال رحیل             | بازیگر                             | مسعود آب پرور                 | ۱۴۰۲ | شبکه سه     |
| سفر صفرعلی             | فیلمنامه‌نویس                       | سید حمیدرضا رفائی             | ۱۳۹۹ | شبکه یک     |
| چای سرد                | فیلمنامه‌نویس                       | عمار خطی                      | ۱۳۹۹ | شبکه دو     |
| همریشل                 | فیلمنامه‌نویس                       | عمار خطی                      | ۱۳۹۹ | شبکه یک     |
| سریال اکسیر            | طرح و فیلمنامه‌نویس اولیه           | عبدالرضا صادقی جهانی          | ۱۳۹۸ | شبکه اشراق  |
| دانگل                  | فیلمنامه‌نویس اولیه                 | بهادر اسدی                    | ۱۳۹۸ | شبکه سه     |
| یاور                   | فیلمنامه‌نویس و تهیه‌کننده تلویزیونی | عمار خطی                      | ۱۳۹۸ | شبکه خاوران |
| مجنون بی لیلی          | فیلمنامه‌نویس                       | جهانبخش سلطانی                | ۱۳۹۸ |             |
| پیشنهاد                | بازیگر و فیلمنامه‌نویس و مجری طرح   | بهادر اسدی                    | ۱۳۹۷ | شبکه یک     |
| کارت به کارت           | بازیگر و فیلمنامه‌نویس              | بهادر اسدی                    | ۱۳۹۵ | شبکه دو     |
| پاییز در می‌زند         | فیلمنامه‌نویس                       | بهادر اسدی                    | ۱۳۹۴ | شبکه خواجو  |
| سریال نیلی تر از مهتاب | بازیگر و فیلمنامه‌نویس              | محسن یوسفی                    | ۱۳۹۳ | شبکه سه     |
| سریال دیگری            | بازیگر                             | احمد کاوری                    | ۱۳۹۳ | شبکه یک     |
| لبخند در مراسم ترحیم   | فیلمنامه‌نویس                       | حسین قناعت                    | ۱۳۹۱ | شبکه سه     |
| نخل‌های سربی            | بازیگر و فیلمنامه‌نویس              | شهرام باباپور                 | ۱۳۹۱ | شبکه سه     |
| سریال بین راهی         | فیلمنامه‌نویس                       | محمد اسکندرزاده               | ۱۳۹۱ | شبکه سمنان  |
| اشتباه لپی             | بازیگر و فیلمنامه‌نویس              | بهادر اسدی                    | ۱۳۹۱ | شبکه سه     |
| کشتی ارواح             | فیلمنامه‌نویس                       | فیاض موسوی                    | ۱۳۹۰ | شبکه یک     |
| خواب یک ستاره          | مجری طرح                           | محسن عظیمی نیا                | ۱۳۸۹ | شبکه یک     |
| اروند                  | بازیگر                             | فیاض موسوی                    | ۱۳۸۹ | شبکه یک     |
| اشک انار               | بازیگر                             | فیاض موسوی                    | ۱۳۸۹ | شبکه چهار   |
| تکیه بر خورشید         | فیلمنامه‌نویس                       | حسین سحرخیز                   | ۱۳۸۸ | شبکه یک     |
| سریال فاکتور هشت       | فیلمنامه‌نویس                       | رضا کریمی                     | ۱۳۸۸ | شبکه یک     |
| سریال راز پدر          | بازیگر                             | محمد رمضانی و فریدالدین نیکجو | ۱۳۸۷ | شبکه دو     |
| سوپ تلخ                | بازیگر و فیلمنامه‌نویس ومجری طرح    | حسین قاسمی‌جامی                | ۱۳۸۷ | شبکه دو     |
| غریبه                  | بازیگر و فیلمنامه‌نویس              | بهادر اسدی                    | ۱۳۸۷ | شبکه دو     |
| سریال بابای خجالتی     | فیلمنامه‌نویس و تهیه‌کننده           | شاپور قریب                    | ۱۳۸۴ | شبکه شما    |

### سینما
| نام       | سمت                       | کارگردان       | سال  | بازیگر اصلی                                                            |
| --------- | ------------------------- | -------------- | ---- | ---------------------------------------------------------------------- |
| صبح اعدام | بازیگر (نقش تیمسار یحیوی) | بهروز افخمی    | ۱۴۰۲ | ارسطو خوش رزم، مسعود شریف، مهرداد نیکنام، محسن آوری، داوود فتحعلی بیگی |
| حرکت اول' | بازیگر                    | فرهاد نجفی     | ۱۳۸۷ | پوریا پورسرخ، لیلا اوتادی، الناز شاکردوست، علی صادقی، تیرداد سخایی     |
| دلخون     | بازیگر                    | محمدرضا رحمانی | ۱۳۸۷ | حامد بهداد، الناز شاکردوست، پوریا پورسرخ، حبیب دهقان نسب، افسانه ناصری |

### نمایش خانگی
| نام            | سمت                        | کارگردان        | سال  |
| -------------- | -------------------------- | --------------- | ---- |
| تاسیان         | بازیگر (نقش تیمسار سالار)  | تینا پاکروان    | ۱۴۰۳ |
| خاتون          | بازیگر (نقش تیمسار نامدار) | تینا پاکروان    | ۱۴۰۰ |
| کرگدن          | بازیگر (نقش دایی مهرداد)   | کیارش اسدی زاده | ۱۳۹۹ |
| ریکاوری        | فیلمنامه‌نویس               | بهادر اسدی      | ۱۳۹۸ |
| چقدر وقت داری؟ | فیلمنامه‌نویس               | منوچهر صفرخانی  | ۱۳۹۳ |
| شیشه‌های مات    | فیلمنامه‌نویس و مجری طرح    | بهادر اسدی      | ۱۳۹۸ |

### تئاتر
| نام            | سمت    | کارگردان       | سال  |
| -------------- | ------ | -------------- | ---- |
| نمایش خسوف     | بازیگر | علیرضا استادی  | ۱۳۹۳ |
| نمایش آسیدکاظم | بازیگر | علیرضا استادی  | ۱۳۹۳ |
| نمایش آسیدکاظم | بازیگر | محمودرضا رحیمی | ۱۳۹۲ |

### فیلم کوتاه
| نام                          | سمت      | کارگردان      | سال |
| ---------------------------- | -------- | ------------- | --- |
| فیلم کوتاه زندگی دوگانه رژنا | کارگردان | مهرداد نیک‌نام |     |
| فیلم کوتاه غراب              | کارگردان | مهرداد نیک‌نام |     |
| شاهدباز                      | بازیگر   | سعید دولتی    |     |